# Alioune Sall (Jurist)
Alioune Sall (* 1962 in Rufisque) ist ein senegalesischer Jurist.

## Leben
Sall studierte Literatur und Rechtswissenschaften. Er ist Absolvent des Institut des Hautes Etudes Internationales in Paris.
Er ist Professor an der Université Cheikh Anta Diop de Dakar. Von 2014 bis 2018 war er Richter am Gerichtshof der Westafrikanischen Wirtschaftsgemeinschaft.

## Veröffentlichungen
- Les mutations de l'intégration des Etats en Afrique de l'ouest. L’Harmattan, Paris 2006, ISBN 978-2-296-02294-2.
- La Justice de l'intégration. Réflexions sur les institutions judiciaires de la CEDEAO et de l’UEMOA. Credila, Dakar 2011.
- L'affaire Hissène Habré : aspects judiciaires nationaux et internationaux. L'Harmattan, Paris 2013, ISBN 978-2-296-99549-9.
- Les relations extérieures de la CEDEAO. L’Harmattan, Paris 2016, ISBN 978-2-343-10856-8.